# فرنسوا آدم (كاهن كاثوليكي)
فرنسوا آدم (بالإيطالية: François-Nestor Adam)‏ (و. 1903 – 1990 م) هو كاهن كاثوليكي من إيطاليا، وسويسرا، ومملكة إيطاليا، توفي في سيون، عن عمر يناهز 87 عاماً.

## مناصب
تولى منصب أسقف كاثوليكي (منذ 12 أكتوبر 1952)
- مطران  [لغات أخرى]‏

.